# Franz von Waldungen
Franz Ernst von Waldungen (1793–1859) war Kameralwissenschaftler und großherzoglich sachsen-weimarischer Kammerherr und Hausmarschall.

## Leben
Er stammte aus dem Adelsgeschlecht der Jähring Edle von Waldungen, die 1798 in den Reichsadelsstand erhoben worden sind. Sein Bruder war der Oberforst- und Wildmeister in Greiz und Besitzer des Hammerwerks Carlsfeld und der Weitersglashütte sowie des Bergwerks Vier Gesellen am Auersberg im sächsischen Erzgebirge Conrad Ludwig Jähring von Waldungen. Waldungen studierte in Jena Kameralwissenschaften. Franz von Waldungen war mit Goethes Sohn August von Goethe. Er war bis 1836 Vormund der Goethe-Enkel Wolfgang Maximilian von Goethe, Alma von Goethe und Walther von Goethe. Ein weiterer Vormund war Karl August Büttner.  Von Alma von Goethe war Franz von Waldungen einer der Taufpaten. Mit Ottilie von Goethe hatten die Goethe-Vormünder 1830 bzw. 1831 wegen des Testaments Ärger. Bei Dagmar von Gersdorff ist in der Biographie zu Ottilie von Goethe ist hinsichtlich Goethes Nachlass zu lesen. ">>Meine Nachlassenschaft ist so kompliziert, so mannigfaltig, ja für ganz Deutschland, daß ich nicht Vorsicht genug anwenden kann<<, sagte Goethe. Im endgültigen Testament vonm 6. Januar 1831 setzte er nicht Ottilie, sondern die Enkel zu Universalerben ein. Bis zu ihrer Volljährigkeit sollte das Vermögen durch die noch durch die noch von August bestimmten Vormünder verwaltet werden, Kammerherrn Franz von Waldungen und Regierungsrat Carl Büttner. Dagegen legte Ottilie Widerspruch ein. Sie war empört, daß ihr das Recht abgesprochen wurde, Vormund ihrer eigenen Kinder zu sein. Der Kanzler notierte am 15. November 1830: >>Nachher großer Streit darüber mit Ottilie.<<" Franz von Waldungen war auch Jugendfreund von Ernst von Schiller.
In den graphischen Sammlungen der Klassikstiftung Weimar befindet sich ein Porträt von Waldungen, welches Johann Joseph Schmeller (1794–1841) zeichnete. Es hat die Inventarnummer GHz/Sch.I.285,0595.